# Мајак (Молдавија)
Мајак (укр. и рус. Маяк) је урбано насеље (према властима Придњестровља), или град (у складу са молдавским законом), 13 km источно од Григориопоља, на украјинској граници.

## Историја
У 16. веку, село је познато по именима Јаник Хисар и Мајак Гачит.

## Предајник
У Мајаку се налази Радио телевизијски центар Придњестровља. Представља велики центар за емитовање мањих и средњих таласа, изграђен између 1968. и 1975. године. Заузима површину од 9,5 км². У октобру 2007. године, Радио телевизија Русије је купила 100% акција центра, за $3,314,388.